# Phothisarat II
Re Phothisarat II, alla nascita principe Ong Lo, il cui nome regale fu Samdach Brhat-Anya Chao Bandita Buddhisa Raja Sri Sadhana Kanayudha (Vientiane, 1552 – Vientiane, 1627), è stato il venticinquesimo sovrano del Regno di Lan Xang, la cui capitale era Vientiane, nell'odierno Laos centrale.
Fu proclamato re di Lan Xang nel 1622 quando aveva 70 anni, dopo la morte del predecessore Upagnuvarat, che aveva regnato solo 9 mesi dopo aver usurpato il trono al padre Voravongse II. Nei pochi anni in cui Phothisarat II fu sovrano non si verificarono eventi di grande rilievo.
Le cronache che lo menzionano  provengono dagli antichi annali di Lan Xang, di Lanna, di Ayutthaya e di Birmania, che differiscono tra loro. Gli annali di Lan Xang furono tradotti in altre lingue ed interpretati in diversi modi, dando luogo a controversie sull'attendibilità dei riferimenti storici. La principale tra le critiche che determinarono il cambiamento del testo originale, fu dettata dalla convinzione che molti degli avvenimenti storici fossero stati omessi o distorti nell'edizione originale a maggior gloria del regno. Gli avvenimenti e le date relative alla vita di Phothisarat II non sono quindi pienamente attendibili.

## Biografia
Il principe Ong Lo nacque nel 1552 ed era figlio del re Sen Surintra, un comandante militare che era salito al trono di Lan Xang in virtù delle grandi capacità dimostrate al servizio di re Setthathirat I, contribuendo a respingere le invasioni birmane. La sua famiglia era imparentata con la Casa Reale di Lan Xang, ma il padre era di origini comuni, un fatto era osteggiato dalla popolazione e che aveva quindi contribuito alla relativa facilità con cui i birmani avevano espugnato Vientiane durante il suo regno nel 1575. Ong Lo trascorse buona parte della vita come governatore di Mueang Sikhotabong, l'odierna Thakhek nel Laos centrale.

### Ascesa al trono
Con la morte di re Voravongse II, avvenuta nel 1621, si era aperta una nuova crisi per Lan Xang, con lotte per la successione che si sarebbero protratte per i 15 anni successivi. L'usurpatore Upagnuvarat, che aveva fatto uccidere il padre Voravongse succedendogli sul trono, morì in circostanze imprecisate dopo soli 9 mesi di regno. Alla sua morte seguì un nuovo scontro tra le fazioni di corte, risoltosi in favore degli aristocratici che scelsero come nuovo sovrano Ong Lo, salito al trono nel 1622 con il nome regale Phothisarat II.
Era diventato re quando aveva 70 anni, nel periodo in cui Lan Xang stava ricostruendo il proprio prestigio dopo essere stato dominato dai birmani della dinastia di Taungù dal 1575 al 1603. Gli anni che precedettero la sua ascesa al trono furono all'insegna della pace e della stabilità, ad eccezione dell'ultimo anno, quando Upagnuvarat usurpò il trono al padre Voravongse II al termine di una breve guerra civile.

### Regno e successione
Phothisarat II regnò fino alla morte e durante il suo regno l'unico evento di un certo rilievo fu la ribellione di Phragna Vieng, il governatore di una provincia, i cui uomini incendiarono il palazzo reale. La rivolta fu soffocata ed il sovrano fece costruire un nuovo palazzo reale.
Nel 1627 il vecchio sovrano morì senza lasciare eredi al trono ed il Consiglio di Stato nominò re il giovane Mom Keo, legittimo discendente della Casa Reale, che aveva aiutato il fratello Upagnuvarat nella ribellione contro Voravongse II.